# ليون كيلنر
ليون كيلنر (بالألمانية: Leon Kellner)‏ هو معجمي وأستاذ جامعي نمساوي، ولد في 17 أبريل 1859 في تارنوف في بولندا، وتوفي في 5 ديسمبر 1928 في فيينا في النمسا.